# Pencil2D
Pencil2D - програма для малювання анімації
Програма є вільним програмним забезпеченням та розповсюджується під ліцензією GNU GPL.